# Eugenia paranapiacabensis
Eugenia paranapiacabensis är en myrtenväxtart som beskrevs av Joáo Rodrigues de Mattos. Eugenia paranapiacabensis ingår i släktet Eugenia och familjen myrtenväxter. Inga underarter finns listade i Catalogue of Life.